# ابن السيوفي
كان من مهندسي الأبنية بمصر في مدة «الناصر محمد بن قلاوون» أي في النصف الأول من القرن الثامن، ولم نقف له على ترجمة، وإنما ذكره المقريزي في خططه في كلامه على المدرسة الأقبغاوية الكائنة على يسرة الداخل إلى الأزهر من بابه الكبير المعروف بباب «المزينين» وهي الآن مقر الخزانة الأزهرية ذات الكتب القيمة أدام لله النفع بها، وهي منسوبة إلى بانيها علاء الدين أقبغا عبد الواحد أحد أمراء الناصر.